# Fiat 900
Fiat 600T/850T/900T är en lätt lastbil, tillverkad av den italienska biltillverkaren Fiat mellan 1959 och 1985.

## 600T/850T/900T
600T presenterades 1959 och var en skåpbil baserad på den likaledes frambyggda 600 Multipla. 
1965 ersattes den av 850T med den större motorn från 850:n.
1970 kom 900T med motorn från 127:n. Produktionen i Italien upphörde 1985, men fortsatte ytterligare några år i Jugoslavien (Zastava) och Turkiet (Tofaş).

## 850 Familiare
1965 ersattes 600 Multipla av 850 Familiare, en mer ombonad version av skåpbilen 850T. Den hade fem dörrar och plats för sex personer på tre sätesrader. Från 1970 fick bilen den större motorn från 900T och produktionen fortsatte fram till 1976.

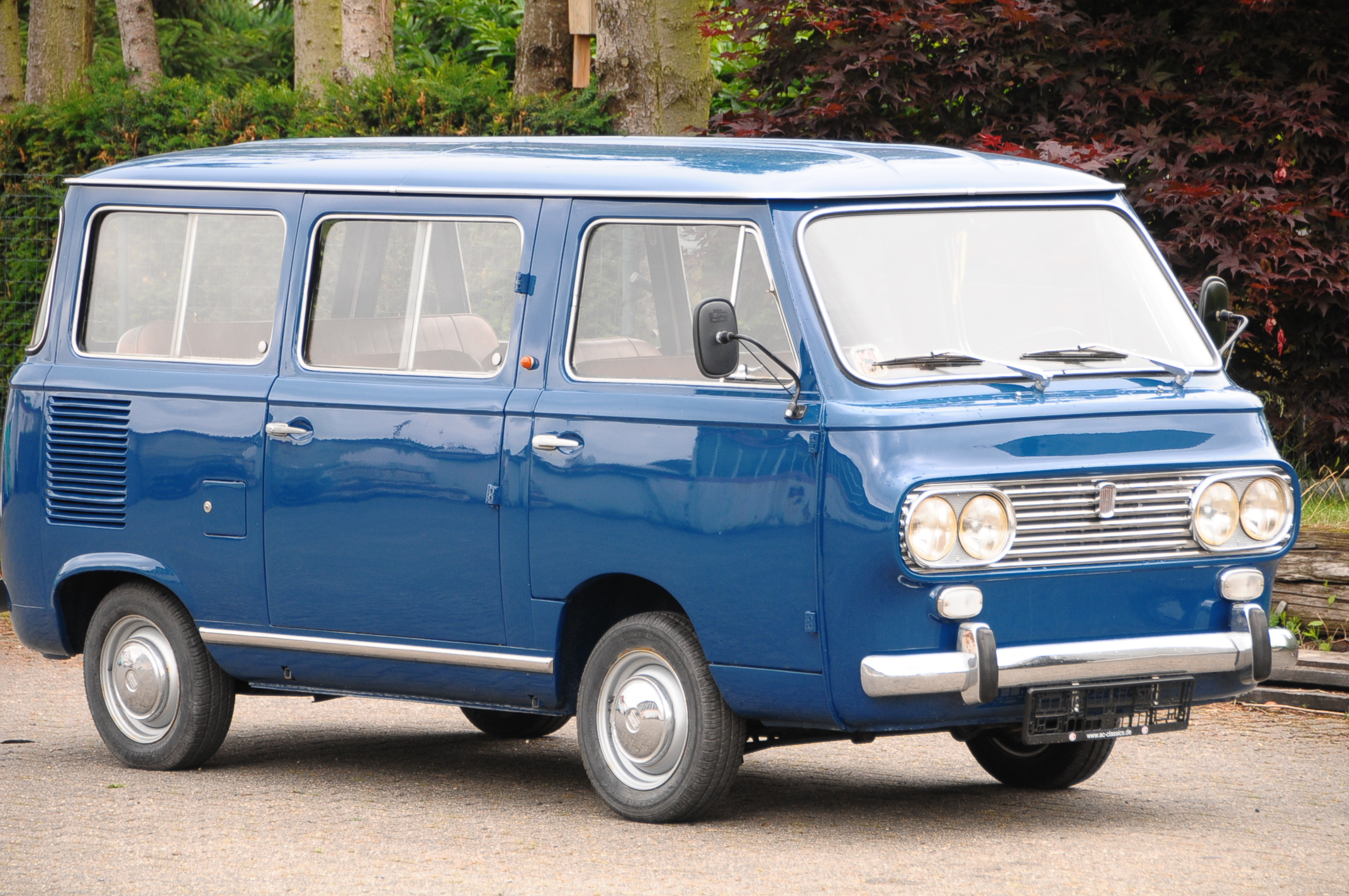
Fiat 850 Familiare